# 小倉豊文
小倉豊文（おぐら とよふみ、1899年8月20日 - 1996年6月10日）は、日本の日本史・日本文学研究者、広島大学名誉教授。

## 経歴・業績
千葉県市川真間に生まれる。野田小学校から千葉師範学校を経て広島高等師範学校を卒業。奈良女子高等師範学校教官の後、広島文理科大学を卒業し、姫路高等学校教授を経て広島文理科大学助教授となる。1945年に広島市への原子爆弾投下により被爆、妻を失う。教授に昇任した後、学制改革に伴う大学の改組で広島大学教授に就任。1965年に定年退官し、名誉教授となる。広島大学を退いた後は親和女子大学教授を務めた。
被爆死した妻・文子への私信の形をとる被爆体験記『絶後の記録』を著したことで知られる。専攻の日本史では広島県・中国地方の地域史を研究し、広島県文化財協会会長、芸備地方史研究会長をつとめた。
日本文学では宮沢賢治研究で多くの著作を残した。1950年には遺族などの関係者への聞き取りから、それまで戸籍の8月1日とされていた賢治の誕生日が、実際には8月27日であることを初めて指摘し、以後通説となった。また、「雨ニモマケズ」および同作が掲載された手帳の研究・解題には長期にわたって取り組み、増補改訂の形で3度著書を刊行している。これらの業績により、1992年には花巻市が設立した宮沢賢治学会イーハトーブセンターより第2回宮沢賢治賞を贈られている。
千葉県東金市荒生にある小倉家墓所には、小倉が建立した賢治の絶筆となった短歌の歌碑がある。

## 著書
※増補改訂した書籍は次位に記載。
- 『絶後の記録 亡き妻への手紙』中央社、1948年
  - 『広島原爆の手記 亡き妻への手紙』八雲井書院、1970年
  - 『絶後の記録 広島原子爆弾の手記』太平出版社〈シリーズ・戦争の証言〉1971年　のち中公文庫
  - 『ヒロシマ-絶後の記録』日本ブックエース〈平和文庫〉
- 『宮沢賢治の手帳研究』創元社、1952年
  - 『「雨ニモマケズ手帳」新考』東京創元社　1978年
  - 『宮沢賢治「雨ニモマケズ手帳」研究』筑摩書房、1996年
- 『広島県古美術巡礼』広島県教育委員会事務局調査課、1953年
- 『聖徳太子と聖徳太子信仰』綜芸舎、1963年
- 『山陽文化財散歩』学生社〈文化財散歩シリーズ〉、1973年
- 『広島県の文化財めぐり』第一法規出版、1976年
- 『宮沢賢治声聞縁覚録』文泉堂出版、1980年
- 『ノー・モア・ヒロシマ 50年後の空洞と重さ』風濤社、1994年
- The atomic bomb and Hiroshima translated by Glyndon Townhill.Liber Press c1994

## 共編著
- 『教養日本史 改訂版』福尾猛市郎、後藤陽一共編　柳原書店　1959
- 『地域社会と宗教の史的研究』編　柳原書店　1963
- 『葛原勾当日記』校訂　緑地社　1980

## 参考
- ヒロシマ‐絶後の記録 - 紀伊国屋書店BookWeb
- 小倉豊文先生を偲ぶ 栗原敦 賢治研究 1996-12